# Tiden er Guds hemmelighed
|  | Denne artikel er oprettet af botten Steenthbot ud fra en ekstern database. Den kan derfor have sproglige fejl eller mangler. Denne skabelon kan fjernes efter kontrol af indholdet. |

Tiden er Guds hemmelighed er en dansk portrætfilm fra 2009 instrueret af Claus Bohm.

## Handling
Tiden er Guds hemmelighed er et eksistentielt forfatterportræt og en maleriske Danmarksfilm, der begynder i Århus: Ud af mørket ankommer en mand til Århus Banegård. Vi følger ham langs perronen og ind i den store hal, hvor alle, selv de blinde, haster den modsatte vej. Han går mod strømmen, begiver sig ud i byen og indlogerer sig på Hotel Ritz. Det er forfatteren Leif Hasle, som besøger sin barndomsby. Hasle er født i 1933 og debuterede i 2000 med Rejsen mod strømmen. På sin mors side kommer Hasle fra en gammel garverslægt i Århus, hvor han som barn i 30'erne oplevede garveriets voldsomme huderum. Dyret, skindet, læderet, åen, vandet, der strømmer bliver symboler i et forfatterskab, som søger et både alment og filosofisk mønster. Filmen er en rejse, der udforsker forfatterens univers, hvor spændingsfeltet er Danmark under besættelsen, tidens strøm, kunsten og eros. Filmen begynder dokumentarisk og bevæger sig gradvis ind i en suggestiv verden, der udnytter brudstykker af hans forfatterskab, præget af poesi og humor, men til tider også en næsten brutal skarphed, der imidlertid forbliver solidarisk og ikke dømmende.